# Rolf Smedmark
Rolf Viktor Smedmark, född 1 januari 1886 i Svea trängkårs församling, Stockholm, död 29 april 1951 i Sankt Görans församling, Stockholm, var en svensk sprinter och stående höjdhoppare. Han var son till Oscar Smedmark.
Han tävlade för den nystartade klubben Mariebergs IK och hade svenska rekordet på 200 meter åren 1914 till 1917.
Smedmark var en av stiftarna av Mariebergs IK (sekreterare 1902, kassör 1909, ordförande 1918–1920 och 1939–1944). 1921 till 1923 var han sekreterare i Svenska Skridskoförbundet. Åren 1922 till 1924 var han ordförande i Stockholmsbankernas Idrottsring. Civilt arbetade han som bankkassör i Stockholm. Smedmark är begraven på Norra begravningsplatsen utanför Stockholm.

## Karriär
1911 förbättrade Smedmark det svenska rekordet i stående höjdhopp från Allan Bengtssons 1,47 m till 1,48 m. Rekordet behöll Smedmark till 1912 då Leif Ekman hoppade 1,51 m.
Vid OS 1912 i Stockholm var Rolf Smedmark med på 100 meter, men blev där utslagen i den andra omgången. Han deltog även i stående höjdhopp men tog sig med 1,45 m inte vidare till finalen.
Den 13 juni 1914 i Stockholm slog Rolf Smedmark Thure Perssons svenska rekord på 200 meter från 1911 (22,6 s) med ett lopp på 22,3 s. Han behöll rekordet till 1917 då Nils Sandström förbättrade det till 22,1 s.

## Rekord

### Svenskt rekord
- 200 m: 22,3 s (Stockholms stadion,  13 juni 1914)[10][5]
- Stående höjdhopp: 1,48 m (1911)[6]

### Personliga rekord
- 100 m: 10,7 s[6]
- 100 m: 10,8 s (Stockholms stadion,  31 maj 1913)[11]
- 200 m: 22,3 s (Stockholms stadion,  13 juni 1914)[10]
- Stående höjdhopp: 1,48 m (1911)[6]